# Otgonbayar Ershuu
Otgonbayar Ershuu (mong. Эршүүгийн Отгонбаяр, ur. 18 stycznia 1981 w Ułan Bator) – malarz mongolski. Jego pseudonim artystyczny to OTGO.

## Życiorys
Dorastał z siedmiorgiem rodzeństwa oraz jednym przybranym bratem. Od dzieciństwa fascynował się malarstwem. Już w wieku 15 lat miał swoje własne wystawy. W latach 1996–1998 Otgonbayar studiował tradycyjne malarstwo mongolskie w Ułan Bator i tam uzyskał dyplom malarza. Czując głęboką więź z ojczyzną i jej tradycją, podjął decyzję o nauce mongolskiego malarstwa miniaturowego. W tamtym okresie nie było jednak żadnego kierunku studiów z tej dziedziny, dlatego przez sześć lat uczył się samodzielnie. Od roku 1998 do 2004 Otgonbayar podróżował do licznych historycznych miejsc w Mongolii i brał udział w projektach kulturalnych i społecznych. Podczas studiów stworzył około 400 dzieł. W następnych latach kontynuował podróże po Mongolii jako malarz i konserwator. W klasztorach buddyjsko-lamaistycznych studiował różnorodne techniki i ikonografie malarstwa miniaturowego oraz ich pochodzenie.
Jest aktywny jako niezależny artysta od 1998 roku. Poza swoimi artystycznymi dziełami stworzył również około 600 obrazów badawczych. Ershuu żyje w Berlinie od 2005 roku. W latach 2007–2010 studiował na Berlińskim Uniwersytecie Sztuki na Wydziale Sztuk Pięknych, a w 2010 roku uzyskał tytuł magistra sztuki. Otgonbayar Ershuu wystawiał swoje prace m.in. w Japonii, Szwecji, Francji, Holandii, Indiach, Czechach, Szwajcarii, Polsce, Rumunii, Rosji, Zjednoczonych Emiratach Arabskich, Niemczech, Mołdawii i Mongolii.

## Twórczość

### Thangka
Thangki OTGO nie powstały z przyczyn duchowych i religijnych, ale raczej traktowane były jako próba zmierzenia się z niezwykle trudną, tradycyjną techniką. Jego długotrwałą fascynację i rozwój w dziedzinie malowania thangki rozbudziła głęboka fascynacja procesem tworzenia sztuki tego typu, a także ambicja artystyczna malarza. Otgo rozwijał swoje umiejętności w tym zakresie podczas podróży po Mongolii.
Jedną z jego unikalnych cech jest malowanie obrazów bezpośrednio na płótnie z pominięciem szkicowania. Widać wyraźnie, jak szczegółowa, precyzyjna i dokładna praca musi zostać wykonana przy jego dziełach, biorąc pod uwagę ich niewielkie rozmiary. Otgonbayar namalował 600 obrazów w stylu thangki, z których większość stworzona była za jednorazowym podejściem. Każde pociągnięcie pędzla można wykonać tylko raz i poprawienie błędu jest prawie niemożliwe. Repertuar postaci malowanych przez Otgo opiera się głównie na szamanizmie, tengrizmie oraz buddyzmie. Godne uwagi są również jego przedstawienia tematyki erotycznej.

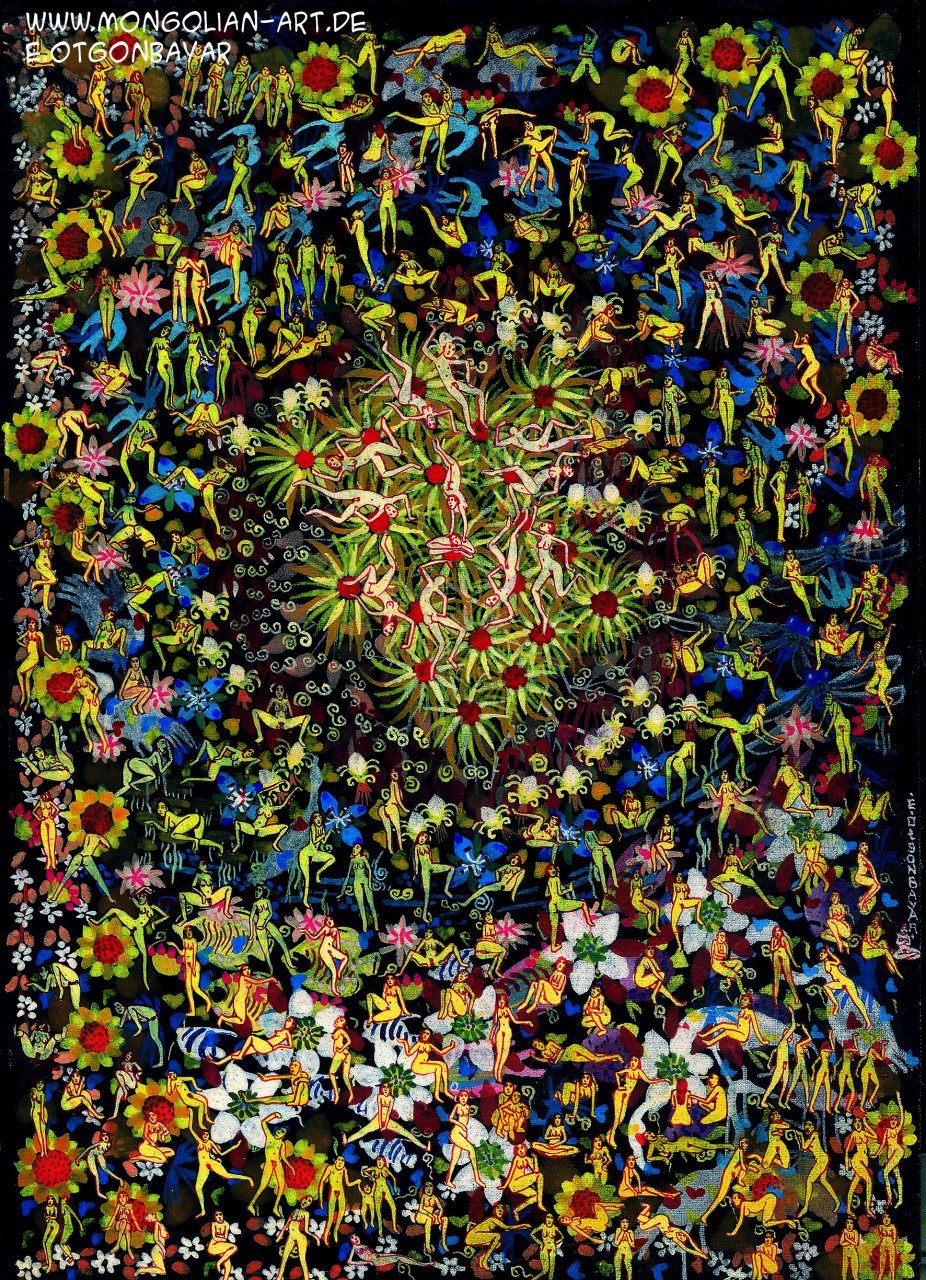
„Paradise” tempera na płótnie, 21x30cm, Ułan Bator 2003

Jedną z ważniejszych zasad mongolskich jest osiągnięcie „jedności wszystkich” poprzez przezwyciężenie wszelkich antagonizmów odczuwalnych w świecie rzeczywistym, czego symbolem jest związek mężczyzny i kobiety, z którego powstaje ziarno nowego życia. Dalsza interpretacja tej myśli mówi, że erotyzacja treści religijnych jest naturalną i niemal oczywistą konsekwencją. Otgonbayar Ershuu czerpie swoje motywy i boskie postacie z tradycyjnych przedstawień artystycznych. Bogowie i bóstwa z jego miniatur są częściowo szczegółami większych obrazów lub wizualnych interpretacji rzeźb. Zawsze są jednak zindywidualizowane poprzez jego własny, unikatowy styl.
Podczas produkcji thangki Ershuu używa różnych podkładów. Aby je uzyskać, konieczne jest wstępne, specjalne potraktowanie płótna. Przykładowo: czarny podkład to mikstura węgla, kredy i wódki lub likieru mlecznego, do którego dodaje się mieszankę pigmentów, sproszkowanych minerałów i roślin. Ostatecznie mikstura ta wiązana jest klejem pozyskanym z tłuszczu jaka i pokrywa się nią obie strony płótna. Nawet po dziesięciu latach można wyczuć w tych miniaturowych obrazkach alkohol i węgiel zastosowane do wstępnej obróbki, co nadaje tym dziełom tajemniczą i niemal antyczną naturę.

### Malarstwo miniaturowe
Otgonbayar w absolutnie niezwykły, pełen precyzji i oddania sposób wypełnia swoje płótna. Żywe, kolorowe obrazy raju, erotyki, końskich tabunów, uwieczniane na powierzchni płócien wprowadzają w zachwyt i zachęcają do odkrywania świata malarstwa miniaturowego. Malarz stworzył szczegółowe, niemal filigranowe obrazy stosując technikę tempery na płótnie.
W swoich najnowszych pracach młody artysta skomponował fascynujące połączenie malarstwa miniaturowego i wieloelementowej abstrakcji, używając farb akrylowych na płótnie.

### Komiks

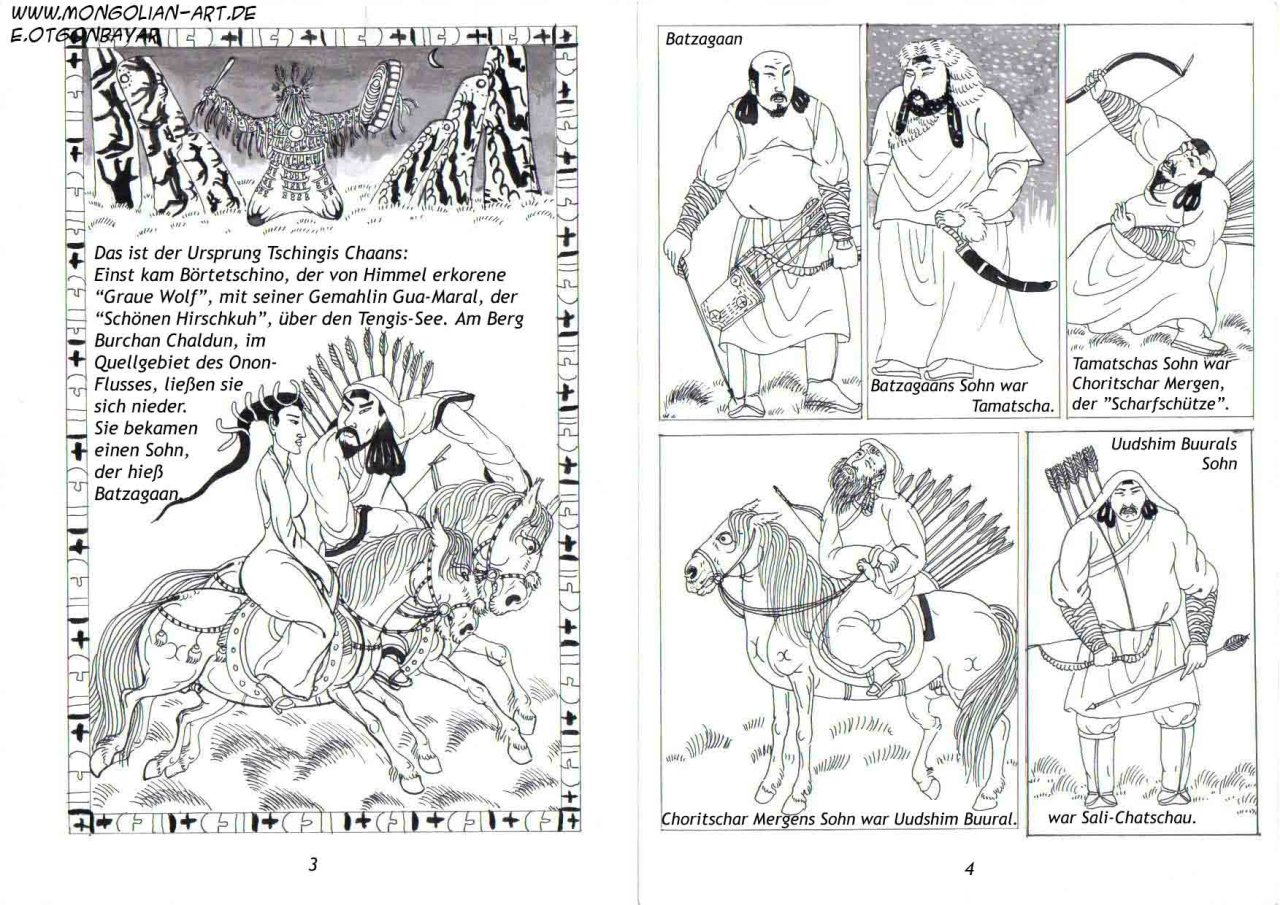
Komiks „Tajna Historia Mongołów”, tusz na papierze

Jednym z długoletnich dzieł Ershuu była jego wersja „Tajnej Historii Mongołów” przedstawiona w stylu mongolskim jako komiks. Komiks ten składa się z około 600 stron, które podzielone są na 12 rozdziałów. Każda strona zawiera kilka rysunków, co stanowi w sumie około 3000 prac. „Tajna Historia Mongołów” spisana została 800 lat temu i uważana jest za najstarsze i najbardziej znaczące mongolskie dzieło literackie, zarówno jako mit, epos oraz kronika. Oryginalnie nie zawierała ona żadnych ilustracji. Aby uczynić historię bardziej interesującą i dostępną dla wszystkich grup wiekowych, Ershuu postanowił przekształcić treść tej kroniki w mongolskie malarstwo miniaturowe. Pomysł ten zrodził się z przekonania, że oglądanie obrazków jest często łatwiejsze i bardziej popularne, niż czytanie. Jednym z jego głównych problemów podczas pracy nad komiksem było jak najdokładniejsze i najbardziej autentyczne przedstawienie etnicznych cech Mongołów, a także faktów historycznych oraz artefaktów. Aby to wykonać, musiał prowadzić dogłębne badania, które zaprowadziły go do różnych kręgów akademickich. Poprzez włączenie w pracę nad komiksem malarstwa miniaturowego chciał również przedstawić coś charakterystycznego i tradycyjnego dla kultury Mongolii.

### Obraz „HUN”

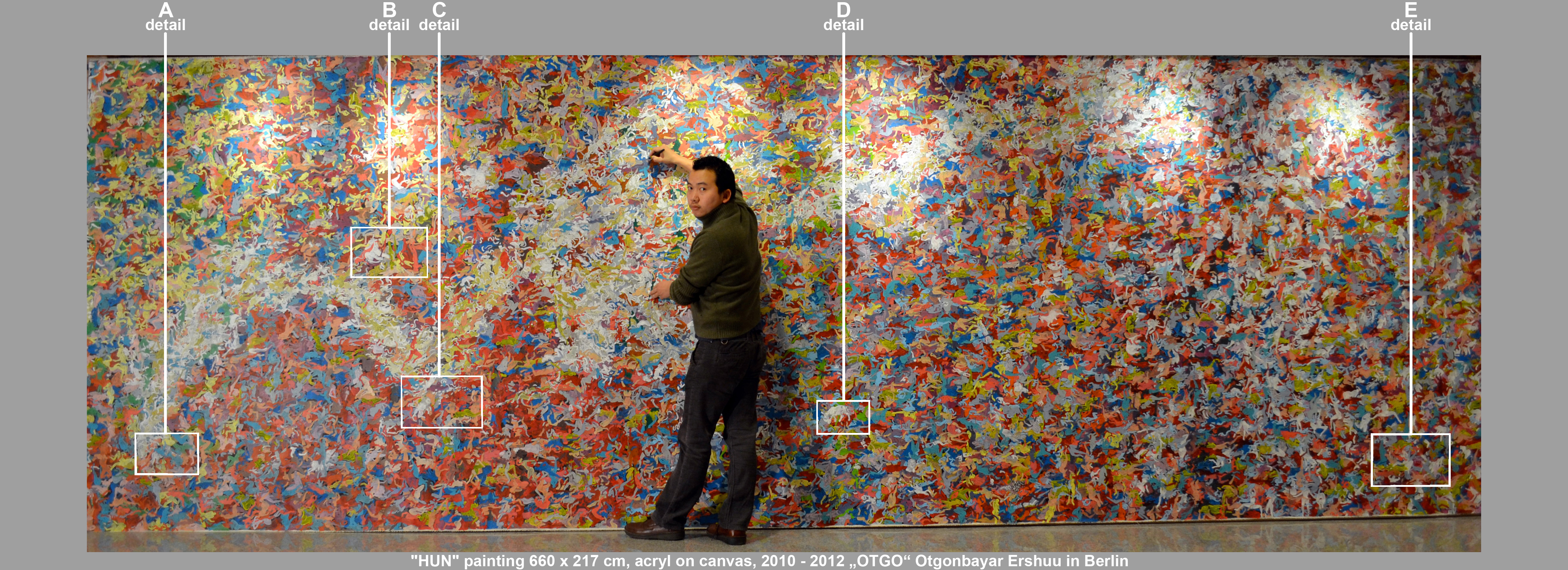

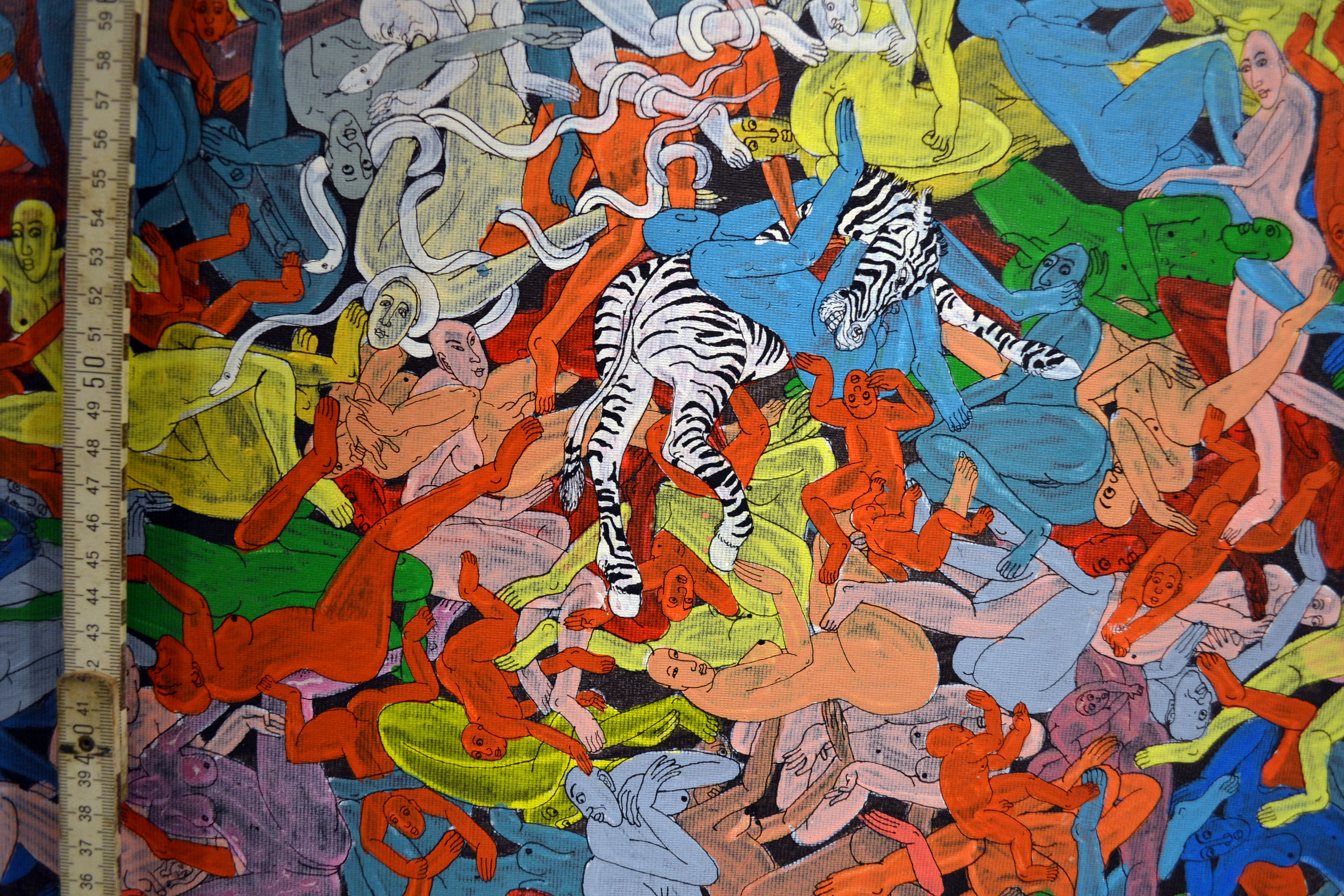
A detail
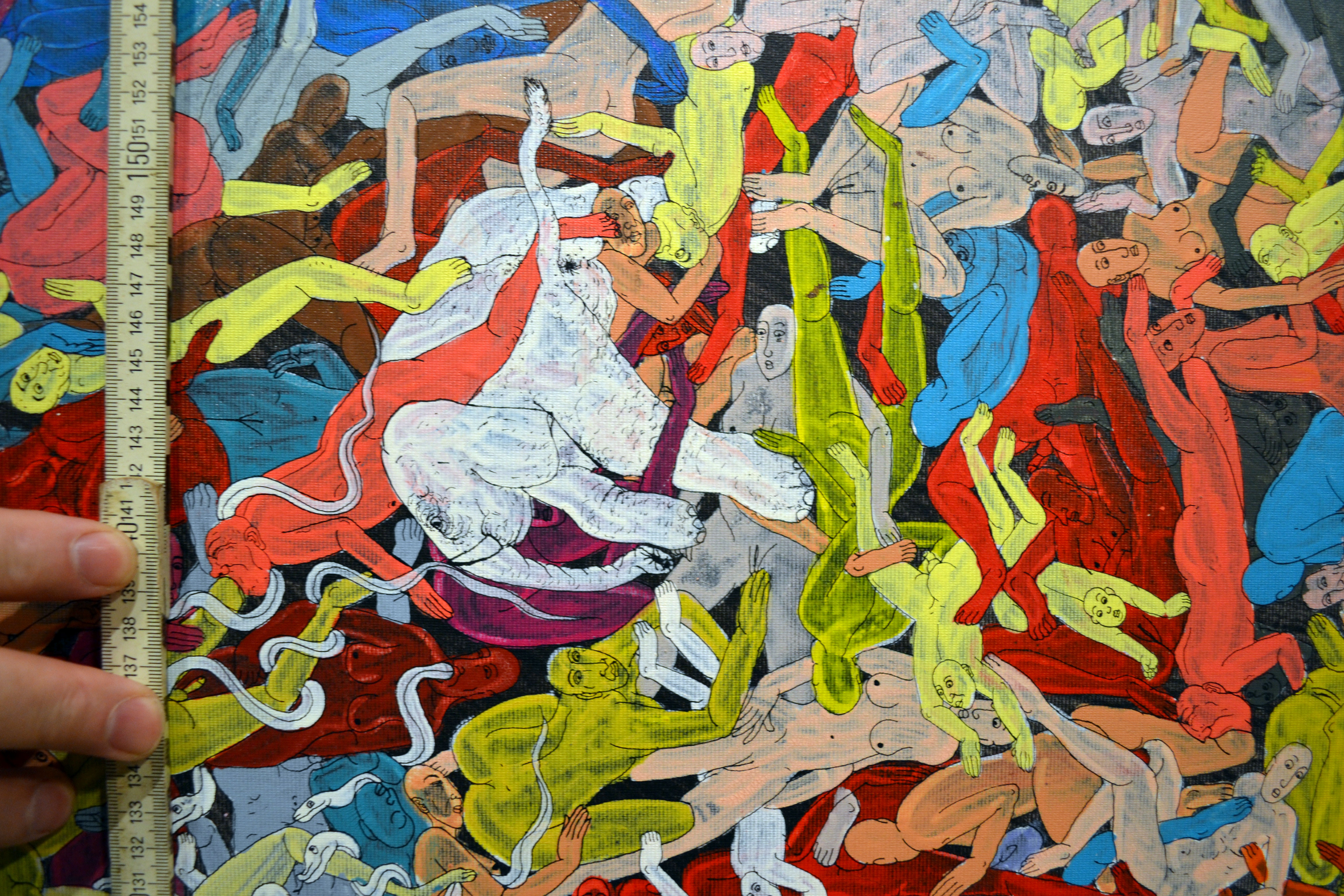
B detail
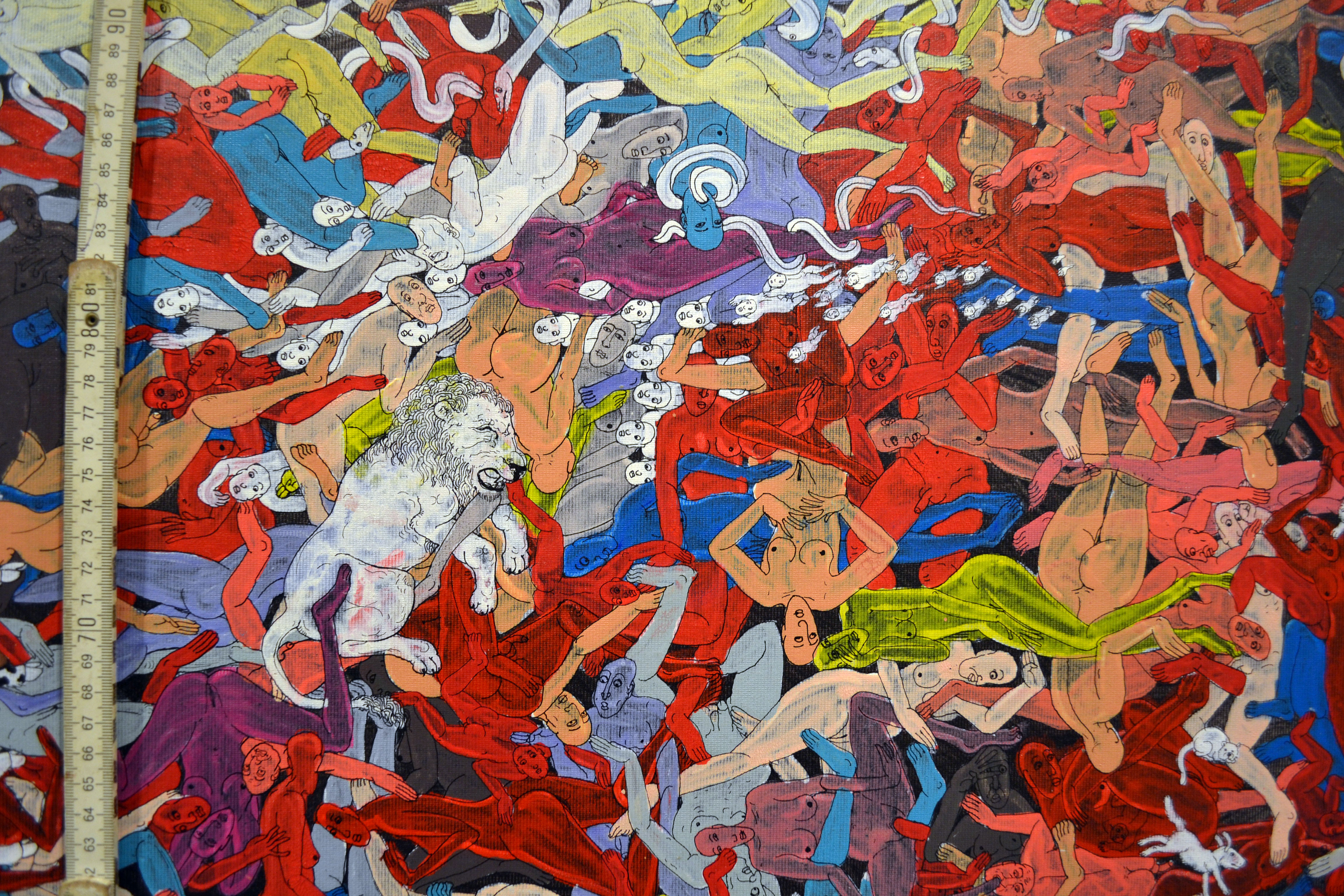
C detail
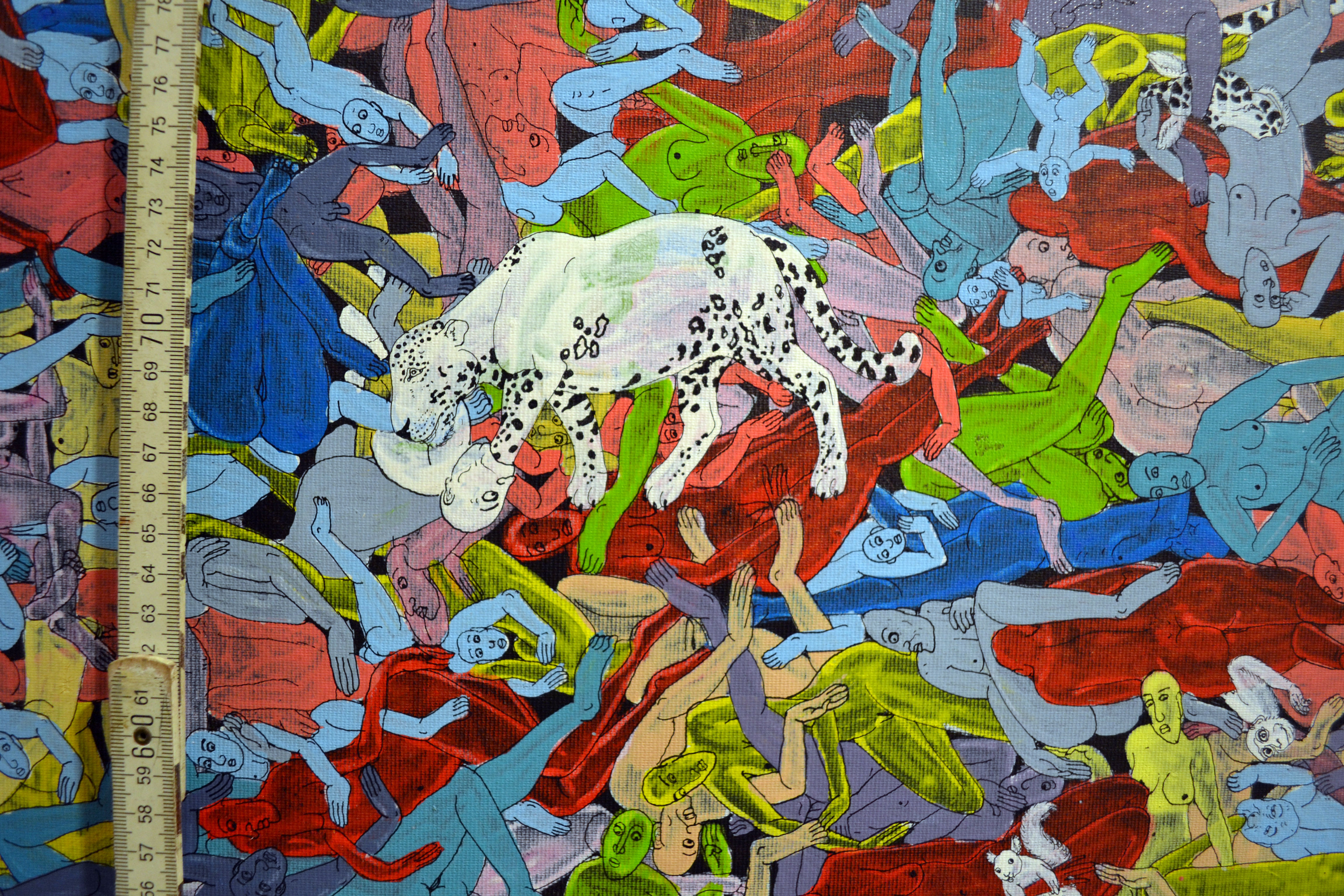
D detail
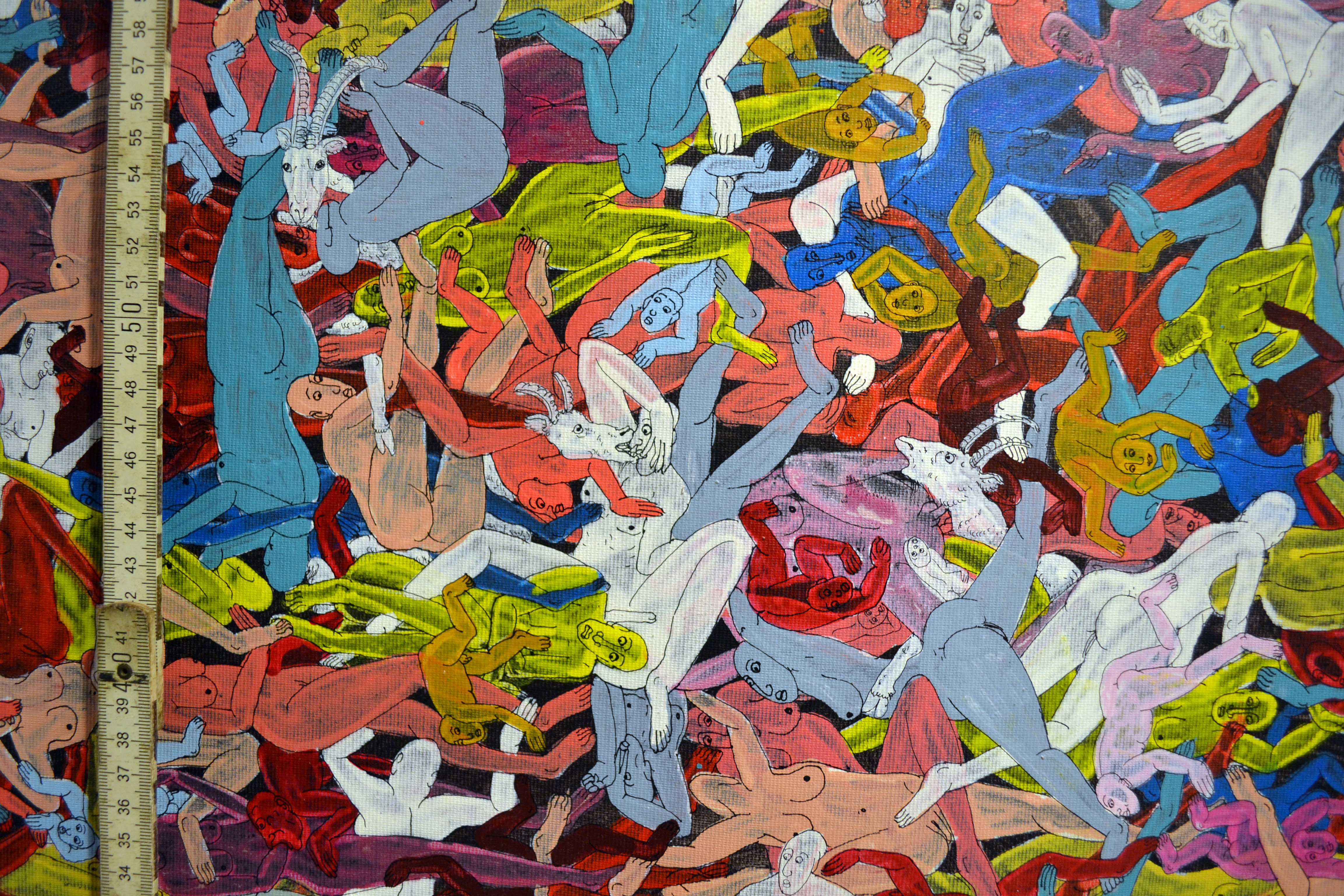
E detail

## Galeria ZURAG

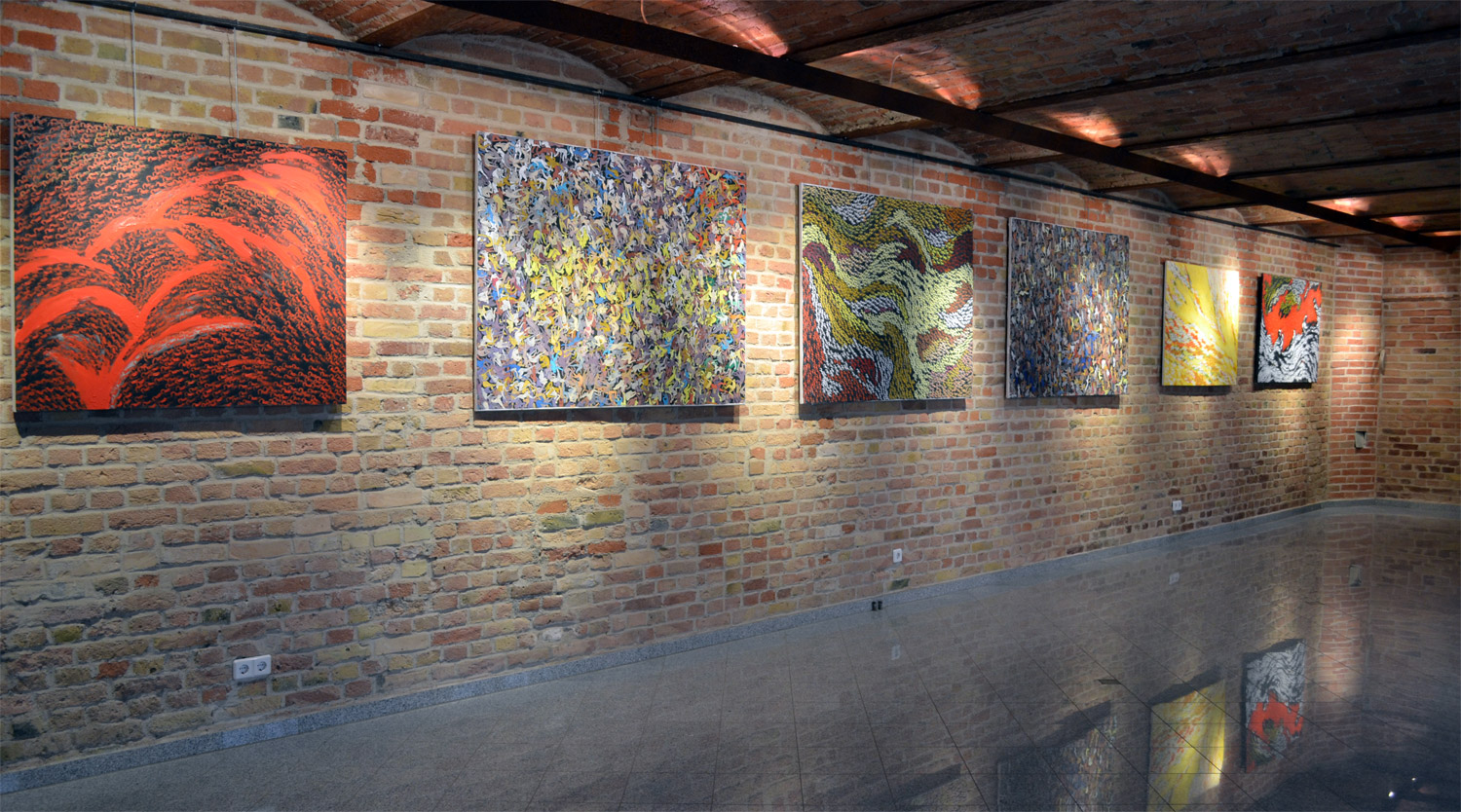
Galeria ZURAG

Galeria ZURAG założona przez Orgonbayara Ershuu w 2010 roku znajduje się w centrum Berlina, jednej z najbardziej tętniących życiem stolic sztuki. Jest to pierwsza galeria założona i prowadzona przez Mongoła poza Mongolią. Nazwa galerii określa jej filozofię: mongolskie słowo zurag (mong. Зураг) oznacza obraz, malarstwo, rysunek, fotografię i przedstawienie – krótko mówiąc, zachęca do różnorodności artystycznej. Galeria ZURAG ma na celu stać się czymś więcej niż tylko przestrzenią wystawienniczą, stara się być również miejscem wymiany kulturalnej i artystycznej, w której pogłębia się postrzeganie mongolskiej kultury.

## Filmy

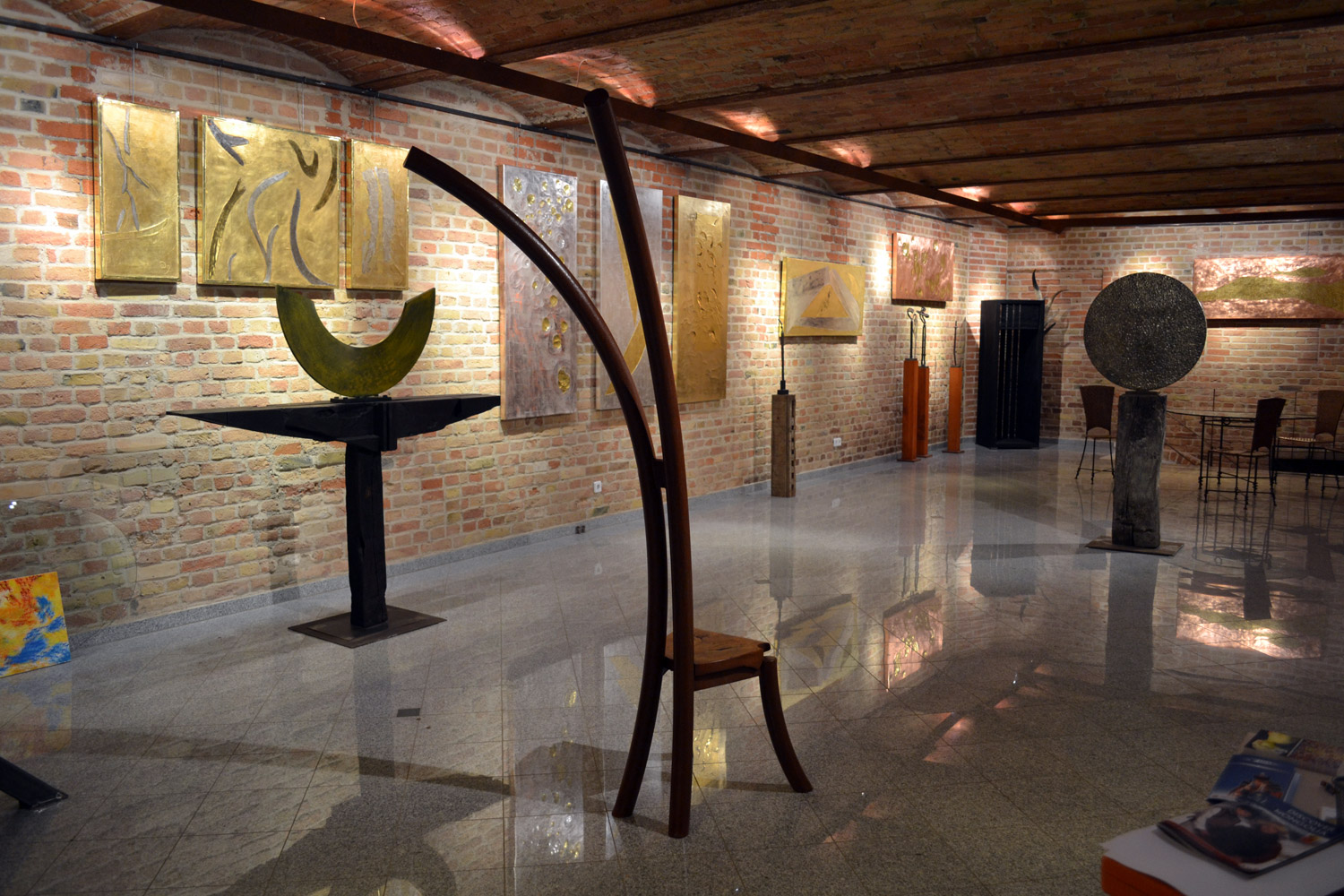
Galeria ZURAG

- ZURAG – film o Otgonbayarze Ershuu; Niemcy/Mongolia 2010; producent: Tobias Wulff (Film był dwukrotnie transmitowany w mongolskiej telewizji państwowej w 2011 r.)
- ZURAG – film online w wersji językowej niemieckiej oraz mongolskiej
- HUN – OTGO, Hosoo, Transmongolia (Dokumentacja artystyczna), Niemcy 2012, reż. Dave Lojek

## Publikacje
- Otgonbayar Ershuu „Heartfelt heaven”, Hiimori Printing Co., Ltd Ułan Bator, Mongolia, 2004 ISBN 99929-74-08-7
- Otgonbayar Ershuu „The Gods”, Hiimori Printing Co., Ltd Ułan Bator, Mongolia 2004, ISBN 99929-74-07-9
- Otgonbayar Ershuu „Blue”, Munkhiin Useg Verlag, Mongolia 2016 ISBN 978-99973-58-38-7

## Nagrody
- 1996: Nagrodzony złotym medalem „Knowledge” przez Mongolian Children Institution, Ułan Bator
- 2004: Nagroda „Best Mongolian National Talent” przyznana przez Ministerstwo Edukacji, Kultury i Sztuki w Mongolii
- 2013: „Diploma of Excellence Art” przyznana przez „The International Biennale of Painting” Kiszyniów, Mołdawia
- 2015: „Grand Prix” przyznane przez „The International Biennale of Painting”[4], Kiszyniów, Mołdawia

## Krytyka

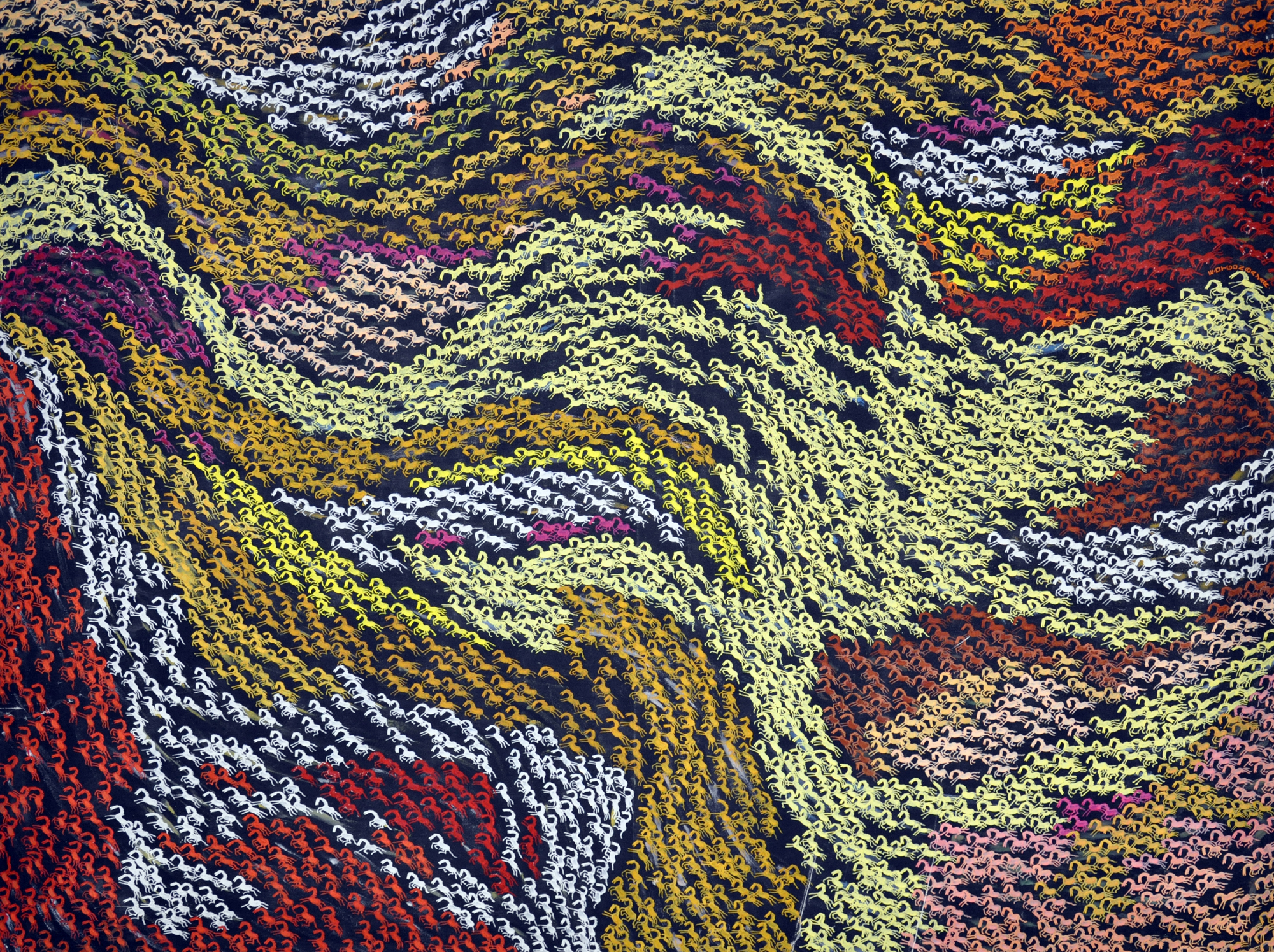
„Roaring Hoofs” tempera na płótnie, 120x160 cm, 2008

- „Od czasu do czasu jego sztuka przechyla się w stronę niemal groteskowej, jakby obraz był tak pełen ludzi, że zaczynają oni się pożerać. Całe armie znikają w ustach innego człowieka; masy ludzi otaczają się nawzajem i być może jest to związane z przeludnieniem lub też zepsutą globalną orgią.”[1]

(Åsa Jonsén, czasopismo „Nerikes Allehanda“ , 11/17/2007 (Örebro, Szwecja))
- „Poprzez swoje dzieła OTGO wyniósł malarstwo miniaturowe na nowy poziom. Poprzez modyfikację swojego stanowiska w stosunku do obrazu, widz odkrywa kompozycję obrazu w obrazie, jakby spoglądał przez artystycznie ustawiony pryzmatyczny teleskop, który z każdym zbliżającym się krokiem ujawnia szczegółowe scenerie o całkowicie niezależnym znaczeniu. Ogólnego wrażenie ustępuje zabawnemu obchodzeniu się z kolorami i motywami oraz spokojnemu współistnieniu precyzyjnych, pozornie lekkich i wesołych elementów układających się we wzór, który można dostrzec tylko z daleka. Z każdym krokiem w stronę obrazu obserwator odkrywa nowy i oddzielny aspekt jego kompozycji.”[1]

(Uwe Ahnert, Collection Freudenberg, Berlin 2009)
- „Otgonbayar Ershuu stał się „Mongołem tysiąca koni...”. W kolorowych stadach galopują po płótnach i przenoszą widza w wieloaspektowy miniaturowy wszechświat. Minimundus wyjaśnia nam świat, a OTGO wyjaśnia nam Mongolię – Ziemię Koni. Kto jeszcze mógłby to zrobić? Kto inny namalował pół miliona koni?”[1]

(Martina Busch, Berlin 2010)

## Wystawy
2019:

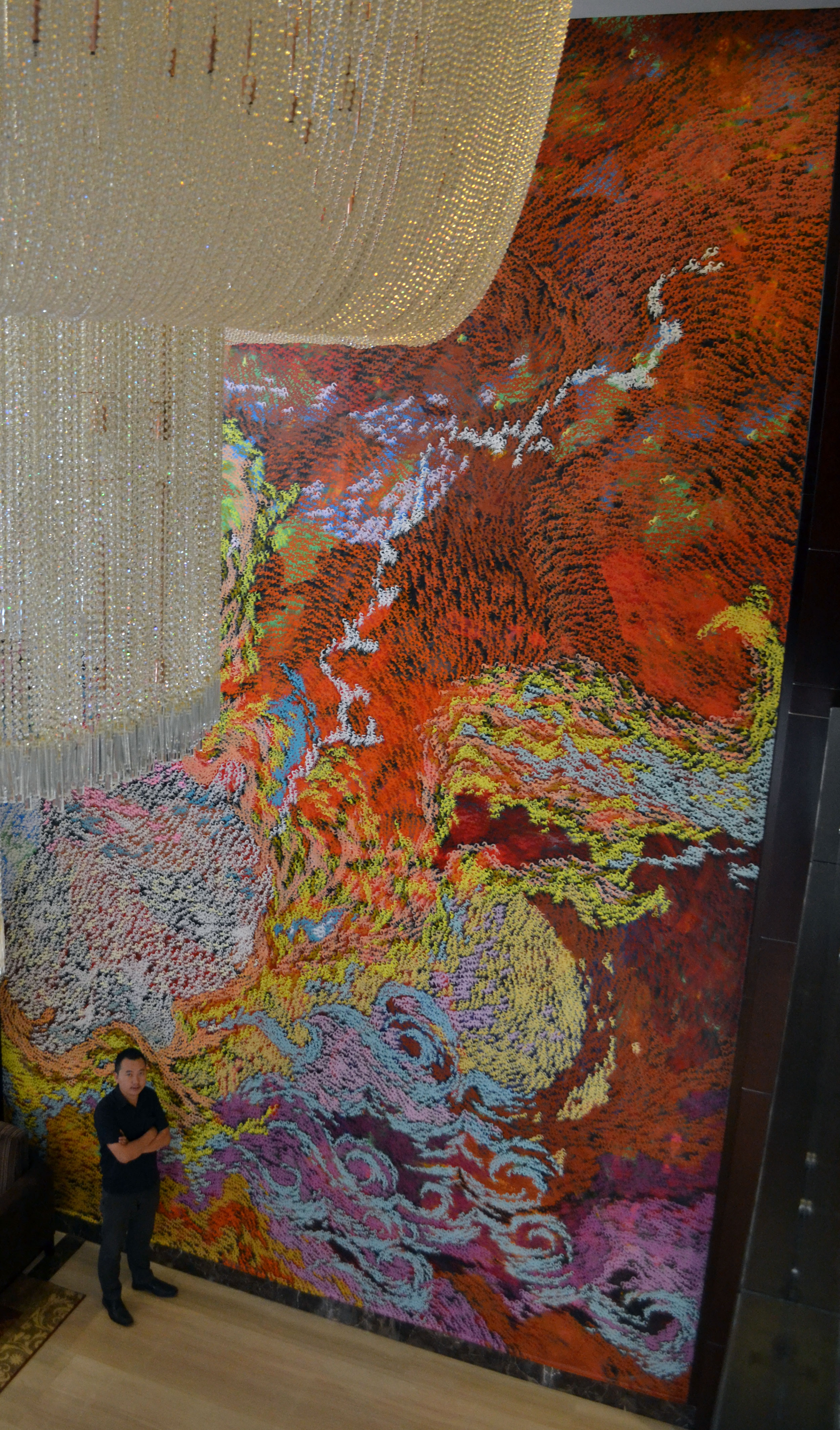
Obraz „Roaring Hoofs” 720x440cm

- „UNENDLICH” Kunstverein Konstanz, Konstancja, Niemcy[5]

2018:
- „OTGO Retrospektive” Mongolska Narodowa Galeria Sztuki, Ułan Bator, Mongolia
- „ZURAG” Otgos Art Space Berlin, Niemcy
- Galeria Sztuki COVA „ZURAG”, Eindhoven, Holandia
- „ZURAG” AB43 CONTEMPORARY. Zurych, Szwajcaria

2017:
- „NATURE TRANSFIGURED” Museum Baruther Glashuette, Baruth, Niemcy
- „OTGO” Commerzbank, Brama Brandenburska, Berlin, Niemcy
- „THE UNIVERSE” Otgos Art Space Berlin, Niemcy

2016:
- „OTGO ANTARCTIC PANORAMA PENGUINS” Narodowe Muzeum Sztuk Pięknych, Kiszyniów, Mołdawia
- „BLUE” ART SPACE MONGOLIA, Ułan Bator, Mongolia

2015:
- „WHITE” Gallery Peter Zimmermann, Mannheim, Niemcy
- „'OTGO' POLAND” Dom Kultury w Łęczycy, Polska
- „Penguin & Zebra – MONGOLIA?” Gallery Studio OTGO, Berlin, Niemcy

2014:
- „TSENHER ULAAN” Gallery Peter Zimmermann, Mannheim, Niemcy
- „HUN = MENSCHEN” Museum Baruther Glashuette, Baruth, Niemcy
- „AMITAN” Gallery Studio OTGO, Berlin, Niemcy

2013:

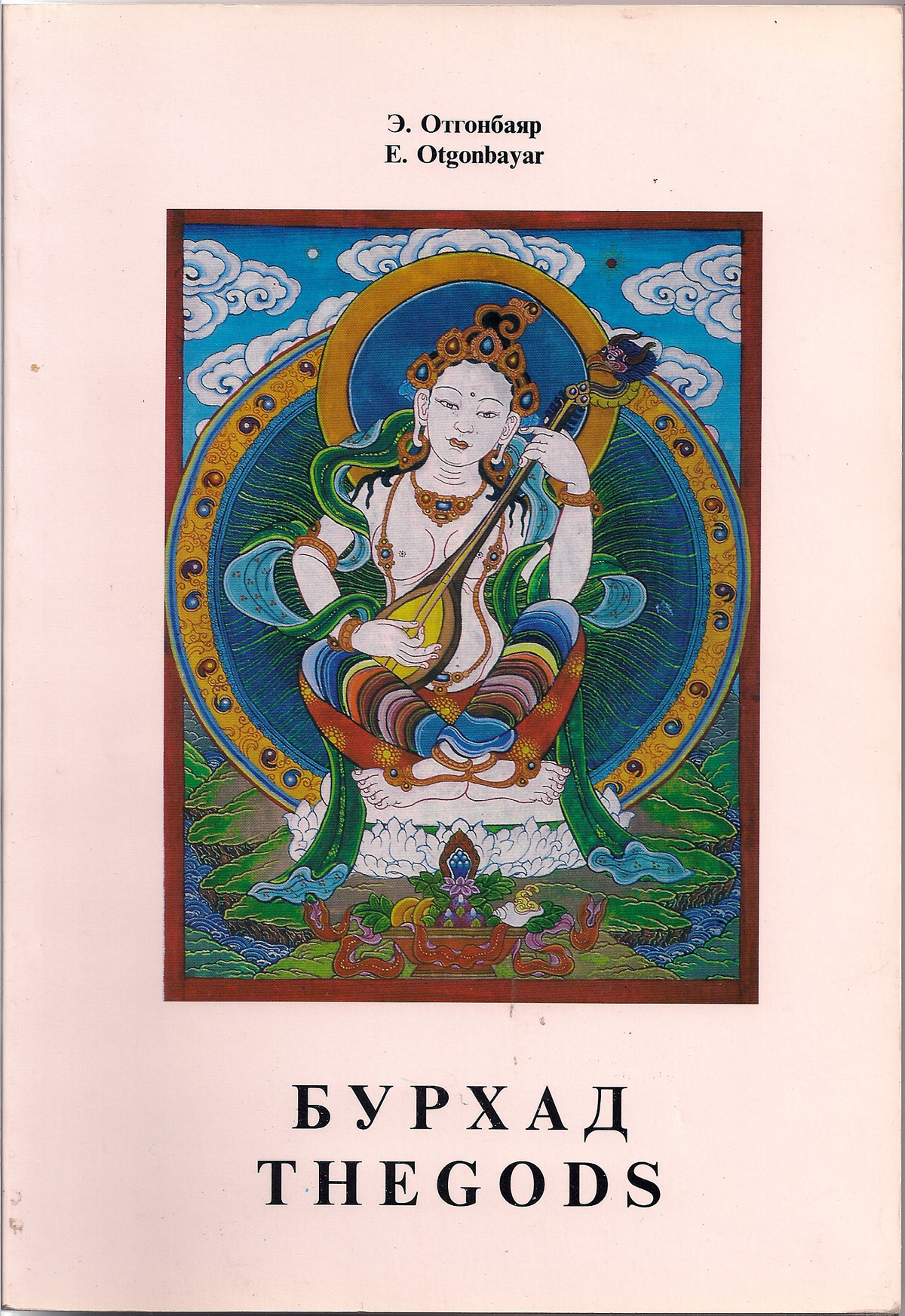
The Gods

- „OTGO art” Commerzbank, Brama Brandenburska, Berlin, Niemcy
- „OTGONBAYAR ERSHUU” @ artlabmannheim, Mannheim, Niemcy

2012:
- „HUN” Galeria ZURAG, Berlin, Niemcy
- „KAMA SUTRA in Miniature” Galeria ZURAG, Berlin, Niemcy
- „OTGO art” Commerzbank, Brama Brandenburska, Berlin, Niemcy
- „OTGO art” TSAGAANDARIUM Art Gallery & Museum, Ułan Bator, Mongolia
- „OTGO art” Red Ger Gallery, Khan Bank, Ułan Bator, Mongolia

2011:

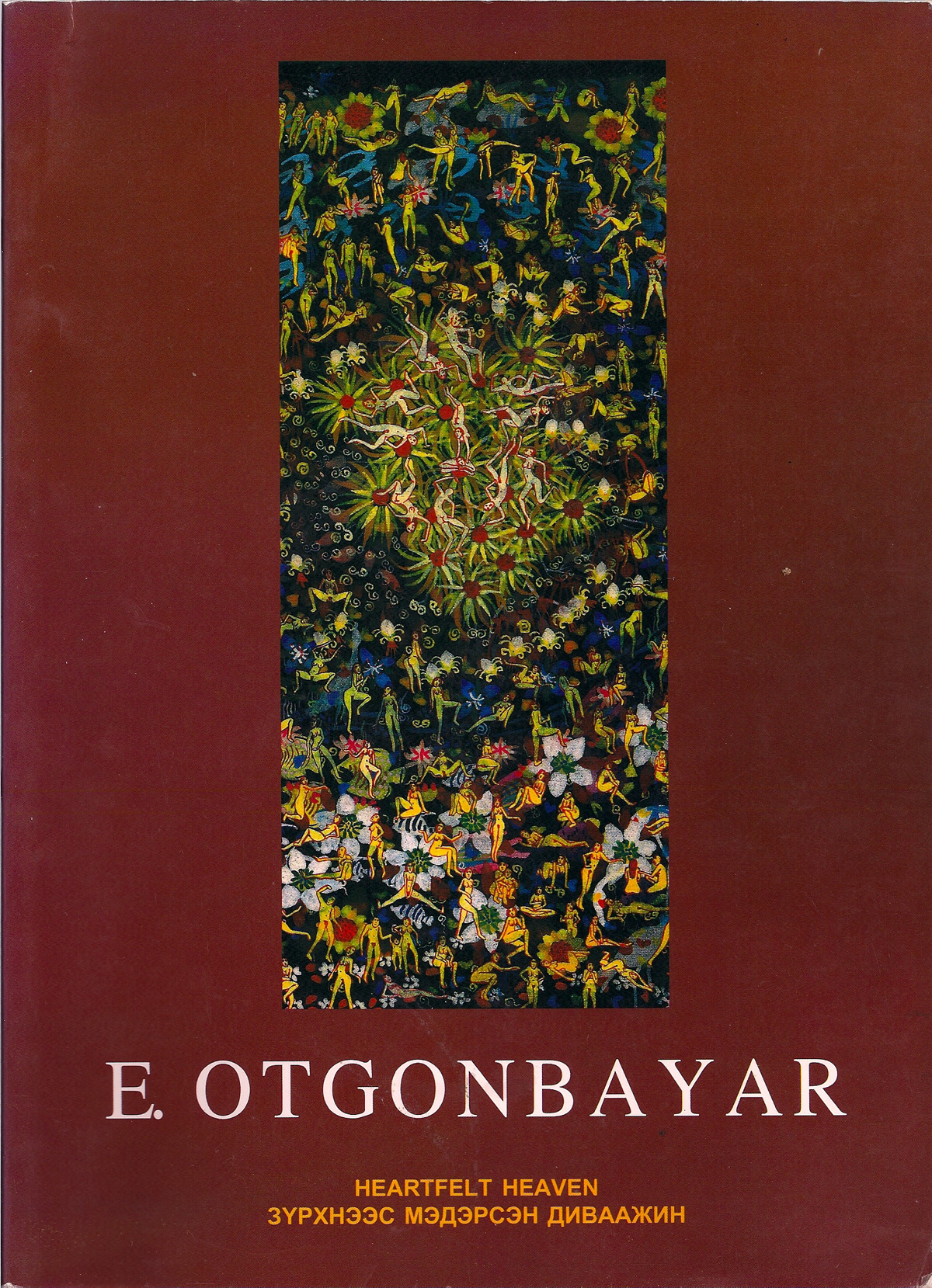
Heartfelt Heaven

- „ROARING HOOFS” Galeria ZURAG, Berlin, Niemcy
- „ROARING HOOFS” Bonn, Niemcy
- „GODS” Galeria ZURAG, Berlin, Niemcy
- „MONGOL AYAN – 1” Elsass, Francja
- „MONGOL AYAN – 4” Fischer-Art studio, Lipsk, Niemcy

2009:
- „OTGO IN THE PALACE” Pałac Örebro, Örebro, Szwecja
- „OTGO IN THE PALACE SEEHEIM” Pałac Seeheim, Konstancja, Niemcy

2007:
- „GODS” Muzeum Adelhauser, Fryburg Bryzgowijski, Niemcy
- „MONGOLIAN MINIATURE PAINTING” Centrum Mongolskie, Fryburg, Niemcy
- „MINIATURE PAINTING” Deutsche Bank, Berlin, Niemcy
- „Paradise felt with my heart” Monachium, Niemcy
- „OTGO IN ÖREBRO” Konstfrämjandet Gallery, Örebro, Szwecja

1996:
- „HOS YUS” The Culture Palace of the Mongolian Children, Ułan Bator, Mongolia